# Паралелна еволюция
Като значение терминът може да се сбърка с конвергентна еволюция. Разликата между двете е, че паралелизмът се осъществява при родствени, а конвергенцията – при неродствени организми.
Паралелна еволюция или паралелизъм е термин в еволюционната биология. Паралелна еволюция се нарича процесът на независимата еволюция в една и съща посока на две или повече родствени систематични групи. Така в резултат от еднопосочното действие на естествения отбор организмите придобиват сходни белези – хомологни органи независимо едни от други.

## Видове паралелна еволюция
Паралелизмът бива синхронен и асинхронен

### Синхронен паралелизъм
При него хомологните органи възникват едновременно. Пример за това е еволюцията на стъпалото при чифтокопитните и нечифтокопитните бозайници, която е протекла по едно и също време. 

### Асинхронен паралелизъм
При него хомологните органи възникват в различни етапи на филогенезата на съответните систематични групи. Например различни форми на саблезъбите видове – лъвове, тигри и др. са доказвани 4 пъти в еволюцията на семейство Fetidae (Котки).

## Примери за паралелна еволюция

### При приспособленията за живот в пустинни условия на кактусите
Кактусите (от семейство Cactaceae) в Северна Америка и млечките (семейство Euphorbiaceae) в Южна Африка са адаптирани към пустинни условия. Когато не цъфтят, те на практика не могат да се различат.

### При очите на гръбначни и мекотели
Приликата на очите на главоногите мекотели с тези гръбначните е удивителна, но при по-обстоен преглед се вижда, че ретината на гръбначните има диаметрално противоположна полярност. Тоест при гръбначните тя е „обърната наопаки“. Фоторецепторите са възможно най-назад, а на челна позиция са влакната, образуващи зрителния нерв. Така че главоногите имат по-съвършени очи от нас: светлината достига фоторецепторите, без да минава през цялата ретина, и няма сляпо петно (не е нужно).

### При торбестите и плацентните бозайници
Плацентата дава на плацентните бозайници предимство пред другите бозайници. Те търпят адаптивна радиация и се разселват, докарвайки роднините си до измиране. Дълго време обаче те не могат да достигнат Австралия и това позволява на торбестите бозайници там да претърпят паралелна еволюция.

### Възникване на перконоги бозайници
Резултат от паралелна еволюция са трите вида от разред Pinnipedia (Перконоги бозайници) – морски лъвове, тюлени и моржове.